# Chlorophonia callophrys
La clorofonia cejidorada o fruterito de cejas doradas (Chlorophonia callophrys) es una especie de ave paseriforme en la familia Fringillidae encontrada en Costa Rica y Panamá. Es poco común en bosques montañosos por encima de 750 metros de altitud.

## Descripción

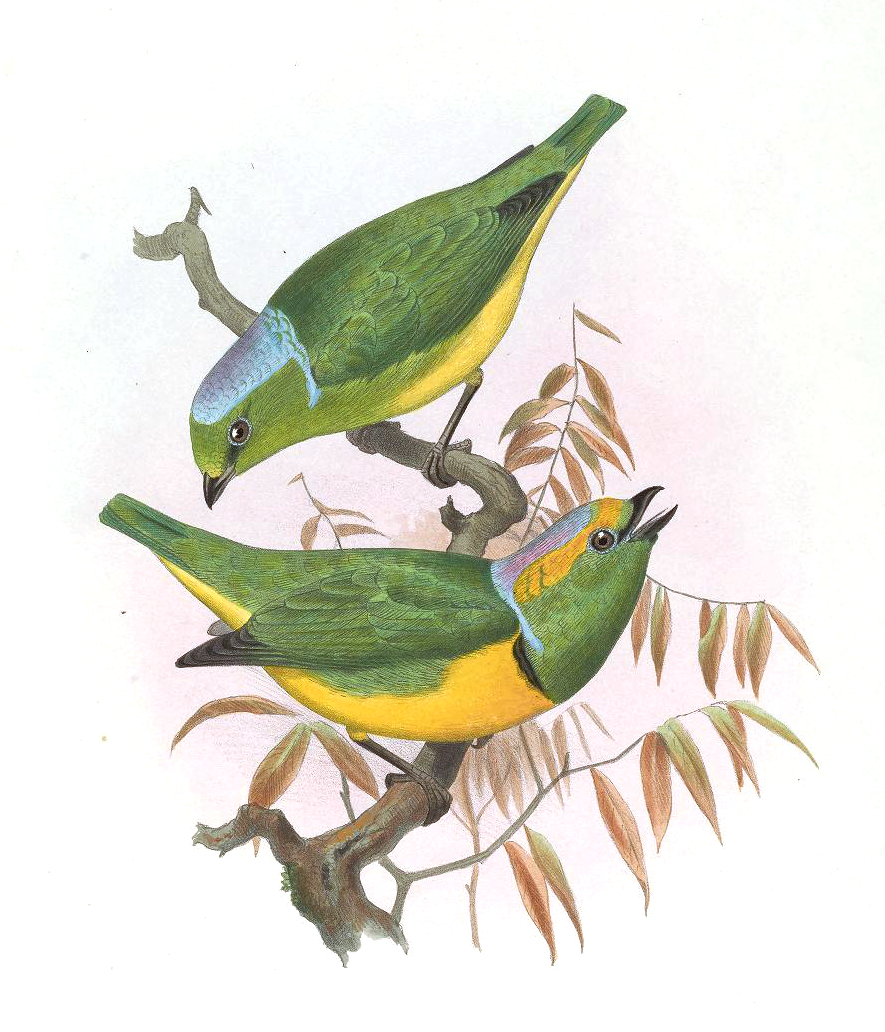
Ilustración por Joseph Smit (hembra arriba macho abajo)

Mide 13 centímetros de longitud en promedio. Es un ave de colores brillantes, distintiva dentro de su área de distribución. El macho es de color verde brillante en las partes superiores y de color amarillo en las inferiores, con una ancha ceja de color amarillo dorado y la corona azul violeta. Tiene un estrecho anillo ocular azul y una delgada línea azul que se extiende desde la nuca hasta el pecho. La hembra es similar, pero no tiene la gorra dorada ni el pecho amarillo; ambos colores son reemplazados con verde.
Su llamada es un suave silbido wheeeeuuu.

## Leyenda
En Costa Rica, su nombre común es Rualdo. Existe una leyenda de cómo este pájaro solía tener un maravilloso canto, pero que lo ofreció al volcán Poás para evitar que una joven fuera sacrificada, deteniendo así la erupción del volcán.